# Kritosaurini
De Kritosaurini zijn een groep plantenetende ornithischische dinosauriërs behorend tot de Euornithopoda.
In 1989 werd voor het eerst een tribus Kritosaurini genoemd, in een dissertatie door Michael Brett-Surman. De eerste publicatie was in 1997, in de Encyclopedia of Dinosaurs van Donald Glut.
De eerste definitie als klade was in 2013 door Albert Prieto-Márquez: de kleinst mogelijke klade van Hadrosauridae die Kritosaurus navajovius Brown, 1910, Gryposaurus notabilis Lambe, 1914, en Naashoibitosaurus ostromi Hunt & Lucas, 1993 omvat. Niet alle analyses vinden een zulke klade in de vorm van een beperkte groep zoals Prieto-Márquexz voor ogen stond. In 2014 werd een analyse gepubliceerd ter gelegenheid van de benoeming van Rhinorex die Kritosaurus als het meest basale lid van de Saurolophinae aantrof. Dat zou het kladeconcept overbodig maken als samenvallend met de Saurolophinae.
De Kritosaurini bestaan in ieder geval uit grote tweevoetige planteneters met een grote neus uit het Campanien van Noord-Amerika. Daarnaast zijn mogelijke Kritosaurini aangetroffen in Zuid-Amerika.